# Schiekia orinocensis
Schiekia es un género monotípico de plantas con rizomas de la familia Haemodoraceae.  Su única especie: Schiekia orinocensis (Kunth) Meisn., Pl. Vasc. Gen.: 300 (1840)., es originaria del sur de América tropical donde se distribuye por Guayana Francesa, Guyana, Surinam, Venezuela, Bolivia, Colombia y Brasil.

## Taxonomía
Schiekia orinocensis fue descrita por (Kunth) Meisn. y publicado en Journal of Botany, British and Foreign 49: 188. 1911.
Sinonimia
- Wachendorfia orinocensis Kunth in F.W.H.von Humboldt, A.J.A.Bonpland & C.S.Kunth, Nov. Gen. Sp. 1: 319 (1816).
- Troschelia orinocensis (Kunth) Klotzsch & M.R.Schomb. in M.R.Schomburgk, Reis. Br.-Guiana: 1066 (1849).[1]
- Schiekia flavescens Maury
- Schiekia orinocensis subsp. orinocensis
- Schiekia orinocensis subsp. savannarum Maguire & Wurdack
- Xiphidium angustifolium Willd. ex Link[3]